# Vilhelm Lilljeborg

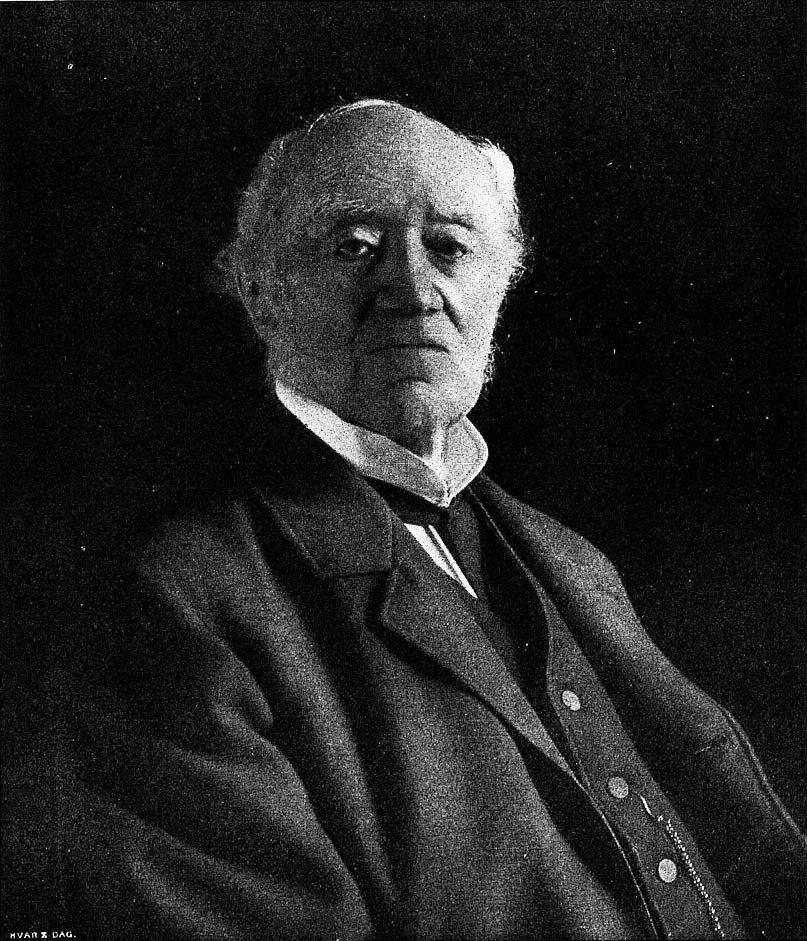
Vilhelm Lilljeborg, Foto aus Hvar 8 dag, 1905

Vilhelm Lilljeborg, auch William Lilljeborg (* 6. Oktober 1816 in Helsingborg; † 24. Juli 1908 in Uppsala), war ein schwedischer Professor der Zoologie. Er widmete sich vor allem der Fauna des eigenen Landes und hat dazu mehrere umfassende Schriften veröffentlicht. Seine Spezialgebiete waren die Krebse und die Meeressäuger.

## Leben
Lilljeborg war der Sohn des Schulleiters und späteren Pastors von West Vram in Skåne Jöns Peter Lilljeborg und dessen Frau Hedda (geborene Hultberg). Er schrieb sich 1834 an der Universität Lund ein, wo er 1840 den Titel eines Bachelor erhielt, im folgenden Jahr promovierte er zum Doktor Ph. D. Der Tradition seiner Familie folgend, sein Vater war Pfarrer, legte er 1843 auch ein Examen der Theologie ab. 1845 bis 1854 war er Assistenzprofessor und Dozent für Zoologie an seiner Universität. 1853 bestand er in Uppsala eine Vorlesungsprüfung, worauf er im folgenden Jahr an gleicher Stelle zum Professor ernannt wurde. Von 1854 bis 1882 lehrte er an der Universität in Uppsala. 1877 erhielt er zusätzlich den Ehrendoktortitel der medizinischen Fakultät in Uppsala. Im Zusammenhang mit seiner Tätigkeit unternahm Lilljeborg mehrere Studienreisen im In- und Ausland und Expeditionen nach Skandinavien und Nordrussland, unter anderem 1848 nach Russland sowie 1865 nach London und Paris.
Seinem Vorbild Sven Nilsson folgend, baute er das Wissen um die schwedische Fauna aus. Lilljeborg war Mitglied der Schwedischen Wissenschaftsakademie (gewählt 13. Februar 1816), der Königlichen Physiographischen Gesellschaft in Lund sowie Ehrenmitglied der Königlichen Gesellschaft der Wissenschaften in Uppsala und der Königlichen Wissenschafts- und Gelehrsamkeitsgesellschaft in Göteborg. Weiterhin gehörte er zahlreichen ausländischen Vereinigungen an, wie der zoologischen Gesellschaft in London, der botanischen Gesellschaft in Wien, der Société des Sciences naturelles de Cherbourg und der Linnean Society of London.
Lilljeborg war zweimal verheiratet. 1854 mit Sara Maria Ingeborg (geborene Holm) und 1862 mit Eva Charlotta (geborene Lindstedt).

## Werke (Auswahl)
- Beskrifning af tvenne för Skandinaviens fauna nya däggdjur. 1842.
- Bidrag till norra Rysslands och Norges fauna, samlade under en vetenskaplig resa i dessa länder 1848 och 1850.
- Zoologisk resa i norra Ryssland och Finnmarken 1849.
- Bidrag till den högnordiska hafsfaunan. 1850.
- Hafs-crustaceer vid Kullaberg i Skåne. 1852.
- Öfversigt af de inom Skandinavien hittills funna arterna af slägtet Gammarus (Fabr. 1853).
- Kullens hafs-mollusker. 1851 und 1854.
- Beskrifning öfver tvenne märkliga Crustaceer af ordningen Cladocera. 1860.
- En för Sveriges fauna ny fisk Leucaspius delineatus (Heckel). 1871.
- Sveriges och Norges ryggradsdjur. 1872–91.
- Supplément au mémoire sur les genres Liriope et Peltogaster.
- On the crustacea of the suborder Amphipoda and subfamily Lysianassina, found on the coast af Sweden and Norway.
- On two subfossil whales discovered in Sweden.
- Bidrag till kännedomen om tandömsningen hos Otaria och Halichærus.
- Öfversigt af de inom Skandinavien anträffade hvalartade däggdjur (Cetacea).
- Description of Halcrosia Afzelii, a new Crocodile from Sierra Leona, West-Africa. 1867.